# Čudovita potovanja Zajca Rona
Čudovita potovanja zajca Rona je otroški fantazijski pustolovski roman slovenskega pisatelja Andreja Ivanuše, ki ga je leta 2002 izdal Založniški atelje Blodnjak. Roman sestavljajo štiri knjige: Čudovita potovanja Zajca Rona – na jug (COBISS), Čudovita potovanja Zajca Rona – na sever (COBISS), Čudovita potovanja Zajca Rona – na zahod (COBISS) in Čudovita potovanja Zajca Rona – na vzhod (COBISS). Roman je skupaj v eni knjigi z naslovom Čudovita potovanja zajca Rona izšel še leta 2008 v elektronski obliki (LIT za Microsoft Reader) pri Večerovi založbi Ruslica iz Maribora (COBISS).
Roman v tiskani obliki je ilustriral Damijan Sovec. 

## Vsebina
Pet junakov, zajec Rono, medvedka Majolika, volk Rudi, vila  Niška in zmaj Azbaj, se znajde neprostovoljno v hudi zagati, ko jih iz vsakodnevnega življenja iztrga kruta in zlobna sila. Njihove najbližje ugrabi zlobna čarovnica  Pehtrunija  in jih zapre v svoje globoke rudnike zlata in diamantov ter jih izkorišča kot rudarje. Prijatelji se tako odločijo, da se uprejo njenemu pohlepu. Pot jih vodi na vse štiri strani neba.
Med svojo odisejado srečujejo ljudstva in plemena Čudežne dežele, spoznajo neverjetno naravno raznovrstnost in obiščejo čudne pokrajine. Na poti najdejo ali dobijo v dar posebne čarobne predmete, ki jim omogočijo uspešno borbo proti magiji zlobne čarovnice. Ves čas jim ob strani stoji magična sila  Belega moža. Skupaj premagajo zlo, ki želi zavladati Čarobni deželi. Osnovna nit zgodbe je, da lahko uspemo le, če združimo moči in skupaj poiščemo rešitve za probleme.
V prvi knjigi Na jug (82 strani) se podajo preko žareče Velike pustinje. Skupina nekaj prijateljev skozi zgodbo preraste v močno enoto, ki jo sestavljajo različne živali. Vsaka s svojimi dobrimi in slabimi lastnostmi in značaji pripomore k uspešnemu zaključku pustolovščine, ko osvobodijo jetnike. A to je šele začetek zgodbe, saj se jim čarovnica izmuzne. 
Sledijo ji v drugi knjigi Na sever (strani 66) do Severne dežele in Ledenega gradu starke Zime. Na poti s pomočjo Severnih Škratov premagajo na saneh visoke zasnežene planine in komaj ubežijo snežnemu plazu. Glavni del zgodbe se odvije v Ledenem gradu, kjer z urokom premagajo mogočno vojsko severnih medvedov. V žaru borbe se čarovnica tiho umakne, ko spozna, da jih ne more premagati.
V tretji zgodbi Na zahod (127 strani) jih ob vračanju domov s severa dohiti novica, da sedaj Pehtrunija razgraja na morju na Zahodnih otokih. Napotijo se skozi Začarani gozd in skozi podzemlje do čudovite doline Sredigora. Ta je tako lepa, da si zaželijo, da je ne bi nikoli zapustili. A v pomoč jim je droben škratek Mingo, ki jih pripelje do škrata Atahulempa, izumitelja balona. Z njim poletijo preko Visokih gora in čez Vilinsko ravnico. Sredi ravnice rešijo zaradi čarovničinega uroka usnulo ljudstvo metuljastih vil, ki jim pripada tudi vila Niška. Prispejo do morja, kjer srečajo Tritone. Ta morska bitja jih na svojih ladjah prepeljejo do Otoka strahov, kjer domuje Pehtrunija. Z zvijačo jim uspe priti na otok in znova preprečiti zlobne namene čarovnici. A ta je zvita in obvlada vedno nove temne čare. Še v tretje se jim izvije iz rok.
Zgodba se zaključi nekaj let kasneje, kot je opisano v četrti knjigi Na vzhod (115 strani). Zdaj je zajec Rono že poglavar Zajčje vasi in pravkar se je poročil. A čarovnica jim ne da miru. Nad vas pošlje jato črnih ptic velikank, ki jih zajci pod modrim Ronovim vodstvom premagajo. Še enkrat se zajec Rono odloči, da zbere prijatelje in dokonča začeto pustolovščino. A vse jim ne gre po načrtih. Medvedka Majolika, nosilka čarobne palice Belega moža izgine skupaj s čaropalico, ki jo nujno potrebujejo, če se želijo upreti temni magiji Pehtrunije. Odpravijo se po njenih sledeh na vzhod, kjer jih na poti zaustavljajo nenavadni vremenski pojavi, poplave, orkanski veter, zemeljski plazovi,… Ko mislijo, da je vse izgubljeno, srečajo Belega moža in pri njem tudi pogrešano prijateljico Majoliko. Skujejo odličen načrt napada na Vražjo goro, kjer se zlobnica skriva. Tokrat jo ujamejo, razbijejo vse njene uroke, temno vilo dokončno doleti pravična kazen. 
Vse štiri knjige imajo skupaj 390 strani.